# オメル・ダマリ
オメル・ダマリ（Omer Damari、1989年3月24日 - ）は、イスラエル・リション・レジオン出身の元プロサッカー選手。元イスラエル代表。現役時代のポジションはFW。

## クラブ経歴
2015年1月、2.ブンデスリーガのRBライプツィヒに加入。

## 代表歴
2010-11シーズンにおけるイスラエル・プレミアリーグでの活躍が評価され、A代表に招集された。2010年11月のアイスランド戦で初キャップ&初ゴール。
UEFA EURO 2016予選・アンドラ戦でハットトリックを達成。

### ゴール
| # | 開催日         | 開催地               | 対戦国                   | スコア | 結果 | 試合概要           |
| - | -------------- | -------------------- | ------------------------ | ------ | ---- | ------------------ |
| 1 | 2010年11月17日 | ヤッファ             | アイスランド             | 1–0    | 3–2  | 親善試合           |
| 2 | 2010年11月17日 | ヤッファ             | アイスランド             | 2–0    | 3–2  | 親善試合           |
| 3 | 2012年11月14日 | エルサレム           | ベラルーシ               | 1–0    | 1–2  | 親善試合           |
| 4 | 2014年6月1日   | ヒューストン         | ホンジュラス             | 3–1    | 4–2  | 親善試合           |
| 5 | 2014年10月10日 | ニコシア             | キプロス                 | 1–0    | 2–1  | UEFA EURO 2016予選 |
| 6 | 2014年10月13日 | アンドラ・ラ・ベリャ | アンドラ                 | 1–0    | 4–1  | UEFA EURO 2016予選 |
| 7 | 2014年10月13日 | アンドラ・ラ・ベリャ | アンドラ                 | 2–1    | 4–1  | UEFA EURO 2016予選 |
| 8 | 2014年10月13日 | アンドラ・ラ・ベリャ | アンドラ                 | 3–1    | 4–1  | UEFA EURO 2016予選 |
| 9 | 2014年11月16日 | ハイファ             | ボスニア・ヘルツェゴビナ | 2–0    | 3–0  | UEFA EURO 2016予選 |

## タイトル
ハポエル・テルアビブ
- グヴィア・ハメディナ:2012

RBザルツブルク
- オーストリア・ブンデスリーガ : 2015–16
- オーストリア・カップ : 2015–16